# مطبخ بولندي
هو الطريقة البولندية لإعداد الأطعمة التي نشأت في بولندا وانتشرت منها إلى العالم. تطور المطبخ البولندي عبر تاريخ البلاد، فيما يتميز في بعض الأطباق، إلا أنَّه يتشابه مع العديد من المأكولات الوطنية الأخرى. غالباً ما يُشار إلى المطبخ البولندي في الثقافات الأخرى بعبارة (بالفرنسية: à la polonaise).
يتميز المطبخ البولندي باستخدامه اللحوم، وخاصَّةً لحم الخنزير والدجاج والطيور، ويضاف إليها مجموعة من التوابل والخضراوات والفطر والأعشاب. يستخدم المطبخ البولندي أيضًا نوعاً خاصَّا من المعكرونة والحبوب ونوع خاص من الحبوب المطبوخة يدعى كاشا، والبقوليات. فيما يستخدم المطبخ الزبدة والقشدة والبيض عمومًا في إعداد الأطباق، وغالبًا ما يتطلب إعداد الطبق التقليدي وقتًا طويلًا للتحضير. ويمضي العديد من البولنديين الوقت في إعداد الطعام في الاحتفالات مثل عشاء عشية عيد الميلاد ويدعى "فيغيلا " مساء 24 ديسمبر، أو إفطار الفصح، ويستغرق إعداد هاتين الوجبتين عدة أيام للتحضير.
من بين الأطباق البولندية التقليدية بيغوس (تلفظ ) أو تسمى يخنة الصياد، وبيروغة وكيلباسا وكستلاتة شابوي(كستلاتة لحم الخنزير بالبقسماط) وغويابكي (بالبولندية Gołąbki) (محشي الملفوف) وزرازي (اللحم الملفوف)، وحساء الخيار وحساء الفطر و حساء الطماطم، الروسو (حساء مرق اللحم) وحساء الحامض وفلاكي (حساء الكرشة) وحساء الشمندر الأحمر.
يتكون العشاء البولندي التقليدي من ثلاث أطباق تبدأ بحساء مثلا حساء مرق اللحم التقليدي (الروسو) أو حساء الطماطم، فيما يُتبع هذا الطبق في المطاعم بالمقبلات مثل سمك رنكة التي تُحضر بكريمة الطبخ والزيت أو في الهلام اللحمي، أو غيرها من المقبلات من اللحوم المقددة وسلطات الخضار. وينتقل منه إلى الطبق الرئيس الذي عادةً ما يحوي اللحم مثل اللحم المشوي أوكستلاتة شابوي، أو الدجاج مع سلطة كولسلو أو الكرنب مخلل أو الميزيريا (سلطة تصنع من الخيار والقشدة الحامضة)، فيما تكون الأطباق الجانبية عادة هي البطاطا المسلوقة أو الكاشا، وأقل شيوعًا ما يقدم الأرز. تنتهي الوجبة غالبًا بطبق التحلية الذي يكون كومبوت الفواكه، أو لفائف بذور الخشخاش أو حلوى نابوليونكا أو كعكة نابليون أو كعكة الجبن.
إذا استخدم الطهي البولندي في مطابخ عالمية أخرى، عندئذٍ يُشار إليه بجملة "à la polonaise" أي على الطريقة البولندية باللغة الفرنسية، ويُستخدم هذا المصطلح في المطابخ عند استخدام الزبدة بدلاً من زيت الطهي، أو استخدام الخبز المقلي بالزبدة مع الخضار في الطهي واستخدام البقدونس المفروم والبيض المسلوق (المقبلات البولونية)، أيضاً عد إضافة الفجل وعصير الليمون او القشدة الحامضة إلى الصلصات مثل صلصة الكريمة البيضاء.

## نبذة تاريخية

### العصور الوسطى

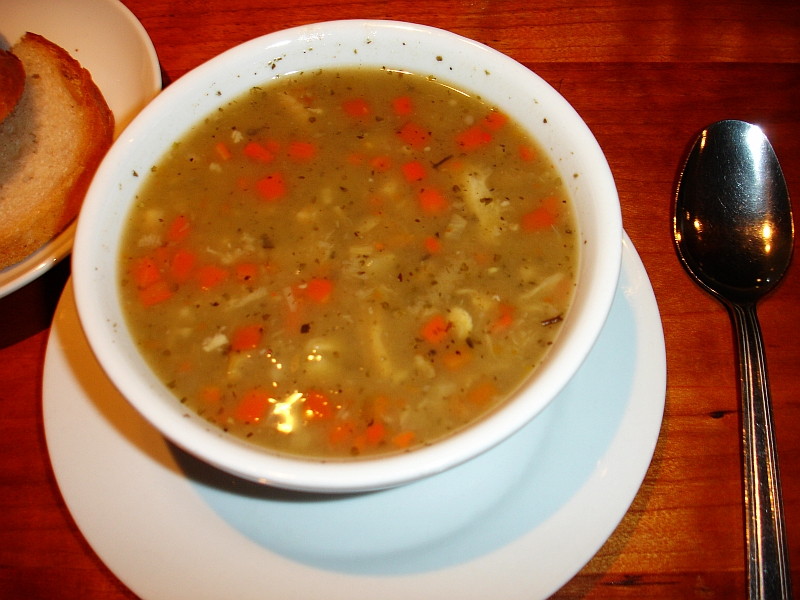
فلاكي هو شوربة الكرشة، المعروفة منذ العصور الوسطى وهو الطبق المفضل للملك يوغيلا.

كان المطبخ البولندي في العصور الوسطى يعتمد على الأطباق المصنوعة من المنتجات الزراعية والمحاصيل الحبوب ( الدخن والشيلم المزروع والقمح ) ولحوم الحيوانات البرية والخضار والفواكه والفطر والتوت والحيوانات البرية والعسل والأعشاب والتوابل المحلية. كان معروفًا في المقام الأول بالاستخدام الوفير للملح من منجم الملح فياليتشكا والوجود الدائم للجريش الخشن (ويدعى بالكاسا). كانت الأطباق عالية الحريرات ويعتمد البولنديون على شرب الجعة أو بتع مشروباً أساسيا ويعد من سمات المطبخ البولندي في العصور الوسطى. 
خلال العصور الوسطى كان المطبخ البولندي ثقيلًا وحارًا. والمكونان الرئيسيان فيه هما اللحوم ( لحوم الطرائد ولحوم البقر) والحبوب التي هي الدخن أساساً، ولكن في أواخر هذه العصور استخدمت أنواع أخرى من الحبوب على نطاق واسع. لم يكن معظم سكان الريف يأكلون الخبز بل كانوا يستهلكون الحبوب بشكل الجريش (الكاسا) أو أنواع مختلفة من الخبز المفرود . بعض هذه (على سبيل المثال الكولاج ) تعتبر وصفات تقليدية حتى في القرن الحادي والعشرين. وبعيدًا عن الحبوب، كان جزء كبير من النظام الغذائي اليومي للبولنديين في العصور الوسطى يتكون من البقوليات، وخاصة الفول والبازلاء. وبما أن أراضي بولندا كانت مليئة بالغابات، فقد كان استخدام الفطور، والتوت الغابي، والمكسرات، والعسل البري منتشرًا أيضًا. من بين الأطباق الشهية التي كان يتناولها النبلاء البولنديون كانت أقدام الدب المطهية في العسل والمقدمة مع سلطة بنكهة الفجل، ولسان الدب المدخن، ولحم الخنزير المقدد (لكن الدببة محمية الآن في بولندا). 

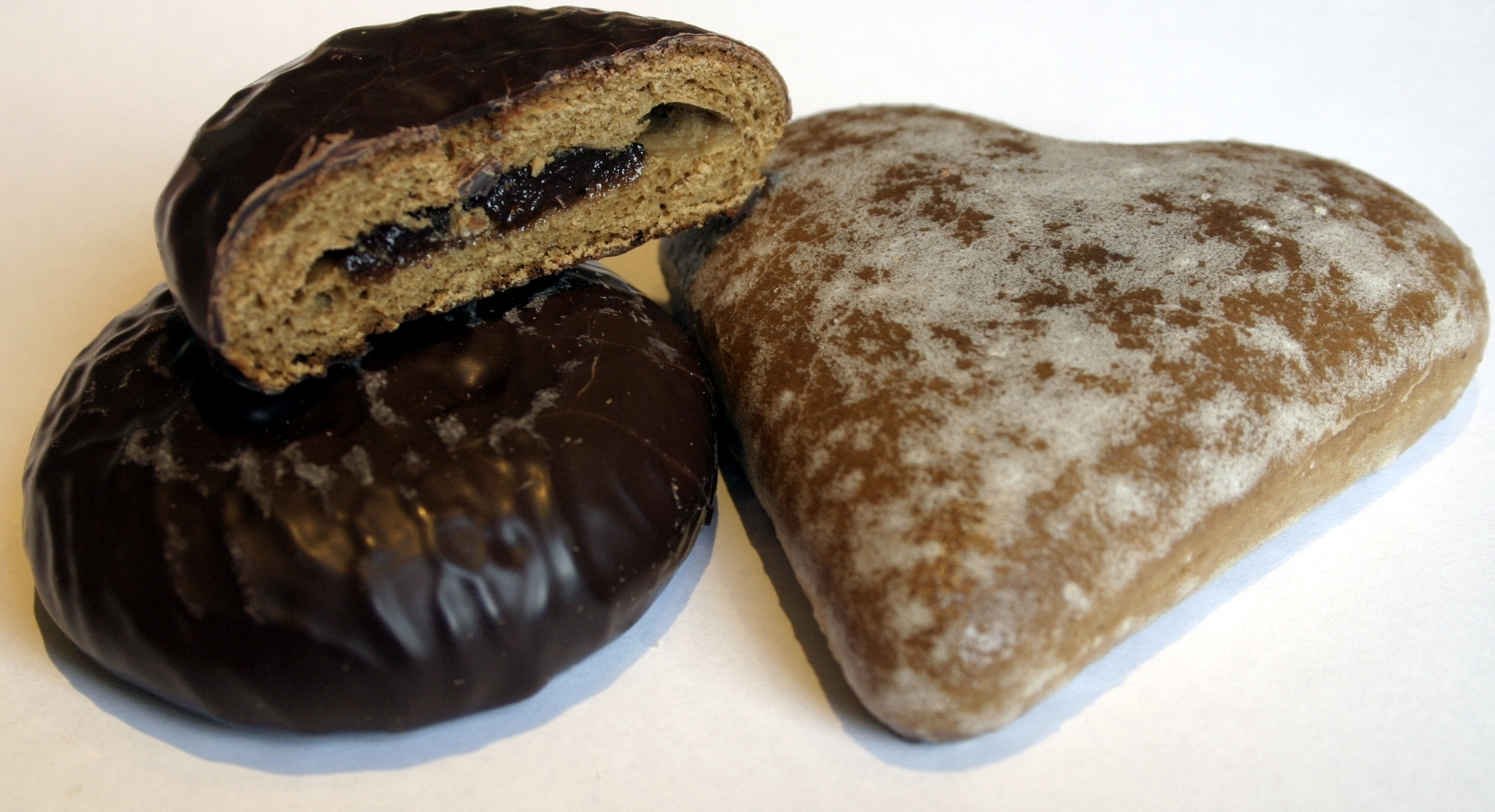
بيرنكي (خبز الزنجبيل البولندي) من تورون، وصفة من القرن الرابع عشر

بسبب العلاقات التجارية الوثيقة مع تركيا ودول القوقاز، كان سعر التوابل (مثل الفلفل الأسود وجوزة الطيب) أرخص كثيرًا في بولندا مقارنة بباقي دول أوروبا، ومن ثم أصبحت الصلصات الحارة شائعة. استخدام نوعين أساسيين من الصلصات، وهما الحساء الاحمر (يوخا تشيرفونا) و الحساء الرمادي (يوخا سارا) (والتي تعني "الدم الأحمر" و"الدم الرمادي" باللغة البولندية القديمة)، ظلت منتشرة على نطاق واسع على الأقل حتى القرن الثامن عشر.
تشمل المشروبات اليومية الحليب ومصل اللبن واللبن الرائب ومختلف أنواع الأعشاب المُخمَّرة. كانت المشروبات الكحولية الأكثر شعبية هي البيرة والبتع؛ لكن في القرن السادس عشر، بدأت الطبقات العليا في المجتمع باستيراد النبيذ المجري والسيليزي . كان البتع منتشرًا على نطاق واسع لدرجة أن الأمير ليزيك الأول الأبيض أوضح للبابا في القرن الثالث عشر أن الفرسان البولنديين لا يمكنهم المشاركة في حملة صليبية ما لم تفرش الأرض بتعًا في الأراضي المقدسة.  كما أصبحت الفودكا شائعة، وربما كانت أول من اكتسب شعبية بين الطبقات الدنيا. هناك أدلة مكتوبة تشير إلى أن أصل الفودكا هو بولندا. تم تسجيل كلمة "فودكا" لأول مرة إطلاقًا في عام 1405 في السجلات البلدية البولندية (تٌسمى Akta Grodzkie)  وبدقة في وثائق المحكمة من بالاتينات ساندوميرز في بولندا.  في ذلك الوقت، كانت كلمة فودكا (وتكتب wódka) (الفودكا) تشير إلى المركبات الكيميائية مثل الأدوية ومنظفات التجميل، في حين كان المشروب الشعبي يُسمى غوجاوكا (gorzałka).

### عصر النهضة
جلبت الملكة بونا سفورزا، إيطالية المولد وهي الزوجة الثانية لزغمونت الأول ملك بولندا، الطهاة الإيطاليين مع بلاطها إلى بولندا بعد عام 1518. على الرغم من أن الأطعمة النباتية الأصلية كانت جزءًا قديمًا وجوهريًا من المطبخ البولندي، إلّا أنَّ الملكة بونا جلبت خضراوات ورقية خضراء مثل الخس والكراث والكرفس والملفوف والجزر والبصل بنوعيه وخاصة الطماطم إلى مطبخها. وحتى يومنا هذا، يُشار إلى بعض هذه الخضروات في اللغة البولندية باسم włoszczyzna، (ت.ح. 'فوجتيزنا'، (نقحرة: فوجتيزنا))، خلال هذه الفترة، كان استخدام التوابل - التي وصلت إلى بولندا عبر طرق التجارة في غرب آسيا - شائعًا بين أولئك الذين يستطيعون تحمل تكلفتها، وكانت الأطباق التي تعتبر راقية يمكن أن تكون حارة جدًا. ومع ذلك، فإن فكرة أن الملكة بونا كانت أول من أدخل الخضروات إلى بولندا هي فكرة خاطئة. في حين أن طهاتها الجنوبيين ربما ساعدوا في الارتقاء وتوسيع دور الخضروات المختلفة في المطبخ البولندي الملكي، إلا أن السجلات تظهر أن بلاط الملك يوغيلا ( فلاديسلاف الثاني ياجيلو، الذي توفي في عام 1434، قبل أكثر من 80 عامًا من توليها الحكم) تمتع بمجموعة متنوعة من الخضروات بما في ذلك الخس، والشمندر، والملفوف، واللفت، والجزر، والبازلاء، والقرنبيط.
اتبع بلاط الملكة بونا الأسلوب الإيطالي، لأنها كانت تستخدم الطهاة الإيطاليين حصريًا، وكان بعضهم يعيينون في الأصل لإعداد الطعام في الحفلات للعائلات الأرستقراطية ولكنهم سرعان ما أصبحوا يقدمون الأطباق الإيطالية النموذجية كجزء من القائمة اليومية للبلاط. وتظهر سجلات المحكمة أن الملكة بونا استوردت كميات كبيرة من الفواكه من جنوب أوروبا وأميركا وغرب آسيا (البرتقال والليمون والرمان والزيتون والتين والطماطم) والخضروات (البطاطس والذرة) والمكسرات (الكستناء والزبيب واللوز، بما في ذلك عجينة اللوز)، إلى جانب الحبوب (مثل الأرز)، وقصب السكر، وزيت الزيتون الإيطالي. كما استورد البلاط أيضًا مجموعة متنوعة من الأعشاب والتوابل بما في ذلك الفلفل الأسود واليانسون والزعفران والزنجبيل وجوزة الطيب والقرنفل والقرفة. 